# マイ・ラッキー・スター〜放羊的星星
『マイ・ラッキー・スター〜放羊的星星』（原題：放羊的星星）は台湾のテレビドラマ。
2007年3月11日から2007年7月22日まで中華民国の台湾電視公司で放送された。日本では2008年10月から2009年1月29日までアジアドラマチックTV★So-netにて放送された。

## キャスト

### メインキャスト
| 役名                        | 俳優名                                  |
| --------------------------- | --------------------------------------- |
| チュン・テンチ （仲天騏）   | 林志穎 （ジミー・リン）                 |
| シャ・チウシン （夏之星）   | 劉荷娜 （ユ・ハナ）                     |
| チュン・テンジン （仲天駿） | 立威廉 （レオン・ジェイ・ウィリアムス） |
| オウ・ヤロ （歐雅若）       | 洪小鈴 （ホン・シャオリン）             |
| ハン・ジーイン （韓志胤）   | 李威 （リー・ウェイ）                   |

### サブキャスト
| 役名                          | 俳優名                      |
| ----------------------------- | --------------------------- |
| チュン・ウェイ （仲威）       | 王道 （ワン・ダオ）         |
| チャオ・スサン （趙十三）     | 黃玉榮 （ファン・ユーロン） |
| リー・グァンミン （李光明）   | 董至成 （トン・チーチェン） |
| オウ・ヤロの父 （歐雅若之父） | 王惠五 （ワン・フォイウー） |
| チョン理事 （鄭董事）         | 梁修治 （リャン・シウジー） |
| K兄貴 （老K）                 | 戴士堯 （ダイ・シーヤオ）   |
| タイビ姉さん （黛比）         | 王琄 （ワン・ジュアン）     |

## スタッフ
- 監督　- 林清振、揚玄、彭大衛、銭文錡、陳銘章
- 総監督 - 陳玉柵
- 制作 - 方孝仁
- 制作総括 - 鄭美利、揚意尋
- 脚本 - 杜欣怡
- 創意発想 - 陳玉柵、張名秀、守谷香

## 主題歌
オープニングテーマ
- 『極速愛情』

歌 - 李雅微（シヴィア・リー）
エンディングテーマ
- 『対望』

歌 - 林志穎（ジミー・リン）
挿入歌
- 『我們的紀念/私たちの記念』

歌 - 李雅微（シヴィア・リー）